# Ядерна бомба Mark 36
Ядерна бомба Mark 36 — важка ядерна бомба високої потужності, розроблена в 1950-х роках. Термоядерний пристрій побудований за багатоступінчастою схемою, використовував вторинний синтез для отримання потужності приблизно до 10 мегатонн в тротиловому еквіваленті.

## Історія
Mark 36 була вдосконаленою версією попередньої ядерної бомби Mark 21, яка була збройовою версією дизайну «Shrimp», першої термоядерної бомби на сухому паливі (дейтерид літію), яку Сполучені Штати випробували в термоядерній бомбі Кастл Браво випробування в 1954 р.
Бомба Mark 21 була розроблена та розгорнута одразу після Кастл Браво, у 1955 році. Конструкція Mark 21 продовжувала вдосконалюватися, і у квітні 1956 року було розпочато виробництво пристрою Mark 36. У 1957 році всі старі бомби Mark 21 були переобладнані в бомби Mark 36 Y1 Mod 1. Загалом було виготовлено 920 бомб Mark 36 як нові або переобладнані з 275 бомб Mark 21, виготовлених раніше.
Усі ядерні бомби Mark 36 були зняті з експлуатації в період із серпня 1961 року до січня 1962 року, замінені ядерною бомбою B41 більшої потужності.

## Вижили
Корпус Mark 36 дожив до наших днів виставлений в галереї холодної війни в Національному музеї ВПС США в Дейтоні, штат Огайо.
Корпус Mark 36 можна знайти в Музеї стратегічної авіації та космонавтики поблизу Ешленда, штат Небраска.
Також MK 36 можна знайти в музеї авіації «Крила над Скелястими горами» в районі Лоурі в Денвері, штат Колорадо.

## Технічні характеристики
Бомба Mark 36 мала розмір 143—150 см в діаметрі, залежно від версії, і 3,8 м в довжину. Важила 7 938 або 8 029 кг залежно від версії.
Було 2 основних варіанти: звичайна («брудна») зброя під назвою Y1 і «чиста» версія Y2 з низькою часткою поділу. Чистий варіант використовував інертну стадію термоядерного синтезу тампер-штовхач (див. дизайн Теллера-Улама), такий як свинець або вольфрам. У «брудному» варіанті використовувався штовхач зі збідненим ураном або ураном-238, який піддавався розщепленню під час термоядерного згоряння на другій стадії, подвоюючи потужність зброї. Чак Хансен писав у «Мечах Армагеддону» (1995), що ядерна бомба Mark 36 була виготовлена у двох версіях: чистій і брудній. Він заявив, що чиста версія Mark 36 мала потужність 6 мегатонн, а брудна версія Mark 36 має максимальну потужність 19 мегатонн.